# Greif (skolfartyg)
Greif är ett tysk segelfartyg som ägs av staden Wieck och används som skolfartyg. Hon byggdes år 1951 på Warnowerft i Warnemünde i dåvarande Östtyskland och döptes  till Wilhelm Pieck efter landets president Wilhelm Pieck. Fartyget, som är riggat som brigantin, var Östtysklands enda seglande skolfartyg. Hon ägdes av staten och hade hemmahamn i Rostock till 1954 då hon övertogs av marinskolan i Wieck.

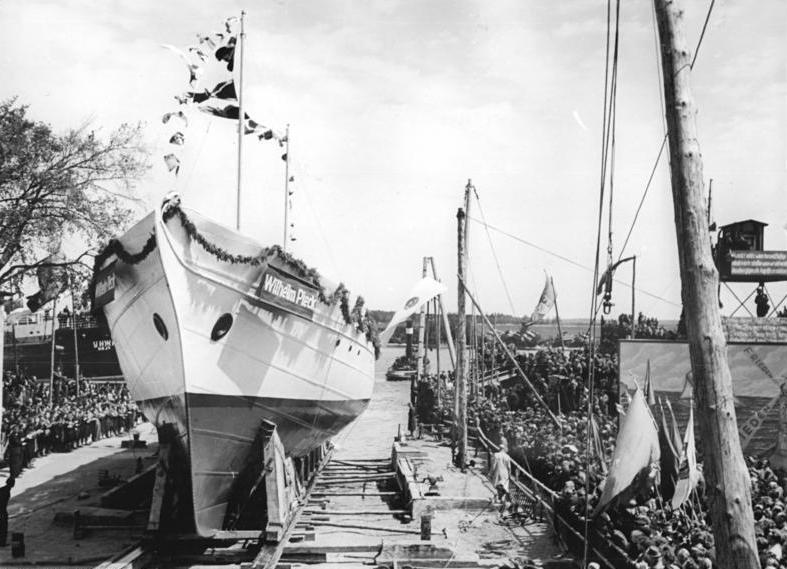
Sjösättning av Wilhelm Pieck, 1951.

Efter Tysklands återförening skänktes fartyget till staden Greifswald som döpte om henne till Greif och lät renovera henne. Hon har deltagit i ett stort antal regattor som representant för Greifswald och är en regelbunden deltagare i Hanse Sail.
Greif är för närvarande under renovering men beräknas vara segelklar igen år 2022.